# Ciclone Kenneth
Il Ciclone Kenneth è stato il più forte ciclone tropicale ad arrivare sul territorio del Mozambico dall'inizio delle registrazioni moderne. Il ciclone ha inoltre danneggiato le Comore e la Tanzania. Kenneth si era formato da un vortice che venne segnalato per la prima volta da Météo-France a La Réunion (MFR) il 17 aprile 2019. Ha toccato terra nel Mozambico settentrionale nella serata del 25 aprile 2019.